# ダヴィド・ズドリリッチ
ダヴィド・アレン・ズドリリッチ（クロアチア語: David Allen Zdrilić、1974年4月13日 - ）は、オーストラリアとクロアチアの元サッカー選手、現サッカー指導者。元サッカーオーストラリア代表、ビーチサッカーオーストラリア代表。選手時代のポジションはFW。

## クラブ歴
1993年に19歳でセント・ジョージFCのトップチームに昇格し選手となった。
同年にシドニー・ユナイテッド58 FCに移籍した。プレシーズンから4試合4得点の結果を残したが、初シーズンはディフェンダーとして起用されたため、リーグでは1得点に止まった。その後はフォワードとして起用されるようになり、1996-97シーズンには26試合21得点で得点王に輝いた。なおこの当時は選手としての傍ら、シドニー大学で法学士を取得していたため、法律事務所でフルタイム勤務をしていた。
1997年にはFCアーラウに移籍。その後、ツヴァイテリーガ昇格組のSSVウルム1846に移籍すると、レギュラーとして12得点を記録し、ブンデスリーガ初昇格に貢献した。しかし代表で膝を負傷した事がクラブの成績にも大きく響き降格した。
彼自身はSpVggウンターハヒンクに移籍しブンデスリーガに残ったものの、ここでも1シーズンでクラブが降格したため、翌シーズンはツヴァイテリーガでプレーした。
ウンターハヒンクは財政難にも悩まされ、彼はウォルソールFCに移籍した。ここでは同郷のスティーブ・コリカとチームメイトになった。しかしふくらはぎの負傷によって出る事が出来ない試合もあった。2003年5月に退団した。
その後はSKブランから興味を持たれていたが、アバディーンFCに単年契約で加入し、プレシーズンの移籍後初出場から僅か80秒で得点を記録した。8得点を記録したが、そのうちの一点は78試合ホーム無敗を誇っていたセルティックFCの記録に終止符を打つ得点であった。
そしてリールセSKやKAAヘント、TSV1860ミュンヘンから興味を持たれたが、SVアイントラハト・トリーアに移籍した。

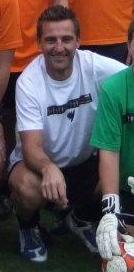
2011年のズドリリッチ

2005年にAリーグが設立されるとオーストラリアに戻り、地元のシドニーFCに3年契約で加入した。初年度は途中出場要員であったが、翌年は出場時間を増やした。3年目には最終ラインや中盤などのポジションで起用されるようになり、得点力を期待していたサポーターからは批判と失望をされた。結局最後のシーズンはポジションの問題もあったとは言え、全ての公式戦併せても無得点に終わり、契約満了で退団した。
2009年にかつてのチームメイトであるアンテ・ミリチッチの誘いを受けてシドニー・ユナイテッドに12年ぶりに復帰、プロ選手として8得点を記録し引退した。

## 代表歴
国内リーグで得点王を取った事によって1997年1月にテリー・ヴェナブルズ新監督が率いる国内組中心の代表に初招集された。ヴェナブルズは代表招集に際して、「オーストラリアン・ナショナルサッカーリーグの暫定得点王は誰だ？」と聞いており、得点ランキング一位を走っていた彼が招集された。
その後2000年に代表に再招集され、OFCネイションズカップ2000のメンバーに選出された。
フランク・ファリーナが代表監督に就任するとレギュラーとして招集されるようになり、オーストラリア 31-0 アメリカ領サモアでは1試合で8得点を記録した。
その後、FIFAコンフェデレーションズカップ2001、OFCネイションズカップ2004、FIFAコンフェデレーションズカップ2005に参加したが、FIFAコンフェデレーションズカップ2005では出場がなく、同大会以降は招集もされなかったため、代表最後の出場は2005年3月29日のインドネシア代表とのスマトラ島沖地震追悼試合となった。

## 選手引退後

### 指導歴
ハコアー・シドニー・イーストFCで指導者としての経歴を積み始めた。その後、アンテ・ミリチッチがメルボルン・ハートFCに移籍すると後任としてシドニー・ユナイテッドの選手兼任監督となった。選手引退後も契約延長を打診されたが、解説者としての道に注力したいとの事から固辞した。
その後は指導者としての勉強のために渡欧、FCバイエルン・ミュンヘン、TSG1899ホッフェンハイム、HNKハイドゥク・スプリト、NKディナモ・ザグレブ等で過ごした。
2015年に指導者としての道を再開し、シドニーFCのセカンドチームのアシスタントコーチに就任した。
2017年7月、指導者としてヨーロッパを巡っていた時の繋がりとシドニーFCでの成績が評価され、アレクサンダー・ブレッシン率いるRBライプツィヒのU-17チームのアシスタントコーチに就任した。
2020年1月にシカゴ・ファイアーFCのアシスタントコーチに就任した。その後はプレミアリーグのシェフィールド・ユナイテッドFCに移籍する話があったが、これは実現しなかった。
2021年半ばにはアレクサンダー・ブレッシンがKVオーステンデの監督をしていた関係で同クラブのアシスタントコーチに就任した。
2022年1月にはブレッシンともどもセリエAのジェノアCFCに引き抜かれた。

### 解説者

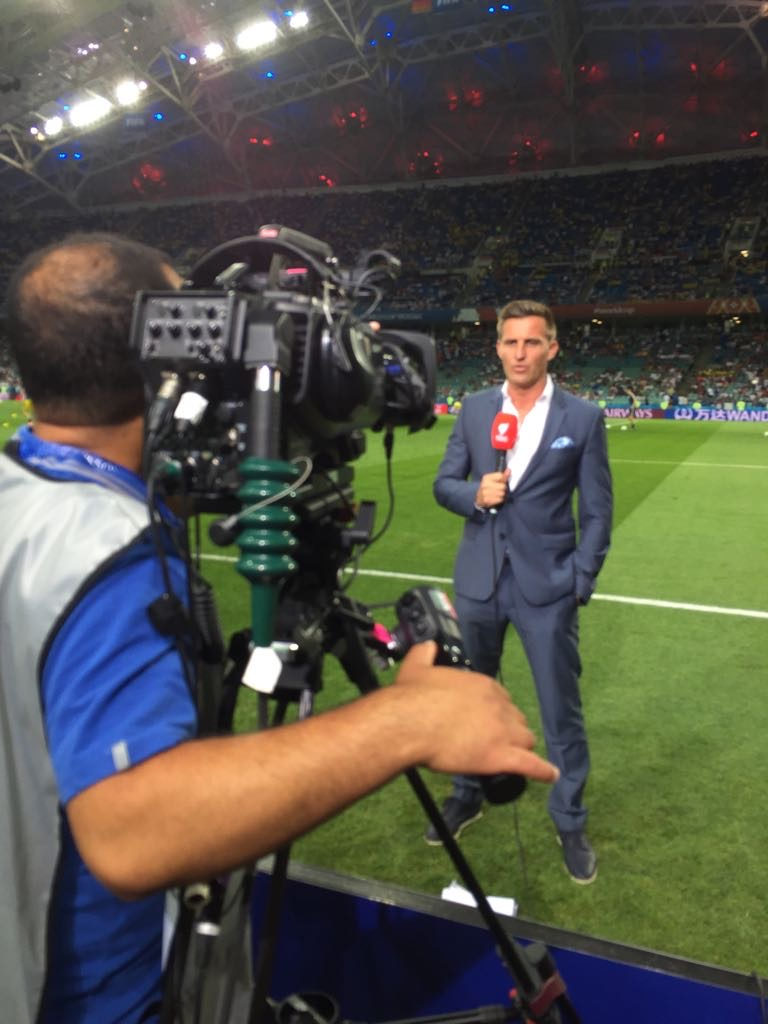
2018年のズドリリッチ

2008年にシドニーFCと契約満了すると、解説者として同国内のテレビ局に出演するようになった。2010 FIFAワールドカップではレギュラー解説としてスペシャル・ブロードキャスティング・サービスに出演した。その後もFIFAワールドカップやUEFAチャンピオンズリーグ等の解説を務めている。

### ビーチサッカー
サッカー選手を引退して以降はビーチサッカーにも傾倒した。ビーチサッカーオーストラリア代表では2013年1月に主将としてワールドカップ予選に参加したが、惜しくも4位で出場権獲得を逃した。

## 私生活
幼少期にはテニス選手を志していた時期もあった。